# Martin Rundkvist
Per Martin Olof Rundkvist, född 4 april 1972 i Sankt Görans församling i Stockholm, är en svensk arkeolog. Han är filosofie doktor i arkeologi och forskningslektor vid universitetet i Łódź i Polen. Åren 2012–2017 undervisade Rundkvist i ämnet vid Umeå universitet, Linnéuniversitetet och Göteborgs universitet.

## Forskning
Martin Rundkvist disputerade vid Stockholms universitet 2003 på en avhandling om Gotlands största gravfält, Barshalder. Hans forskning rör framför allt Skandinaviens bronsålder, järnålder och medeltid. Som debattör har han intagit en rationalistisk och kritisk hållning gentemot postmodernistisk relativism inom arkeologin. Rundkvist har lett fältundersökningar bland annat vid Askahögen, Barshalder, Birgittas udde,  Djurhamn, Kungahälla, Landsjö, Pukeberget, Skamby, Skällviks borgruin, Stensö borg och Sättuna.

### Östergötland
Martin Rundkvist forskar på den yngre järnålderns elit i Östergötland. På Askahögen, som är en 3,5 meter hög människotillverkad plattform skapad ungefär i mitten av 600-talet, har han undersökt resterna av en 50 meter lång hall som under 300 år var Östergötlands maktcentrum. 

### Andra uppdrag
Han ingick i redaktionsgrupperna för arkeologitidskriften Fornvännen 1999–2018 och den populärvetenskapliga tidskriften Folkvett 2002–2014. Rundkvist var 2011–2014 ordförande i föreningen Vetenskap och Folkbildning.

### Översättningar
- Nils Matsson Kiöping: Travelogue and Autobiography 1647–1656. (Vitterhetsakademien, 2021). ISBN 978-91-88763-26-6.
- Lord Dunsany: Sorglösa dagar på Yann och andra fantastiska berättelser (Hastur förlag, 2025)